# Daša Žukova
Dar'ja "Daša" Aleksandrovna Žukova (in russo Дарья "Даша" Александровна Жукова?; in inglese Darya "Dasha" Alexandrovna Zhukova; Mosca, 8 giugno 1981) è un'imprenditrice e editrice russa-statunitense, collezionista d'arte, socialite. È la fondatrice del Garage Museum of Contemporary Art di Mosca e di Garage Magazine.

## Biografia

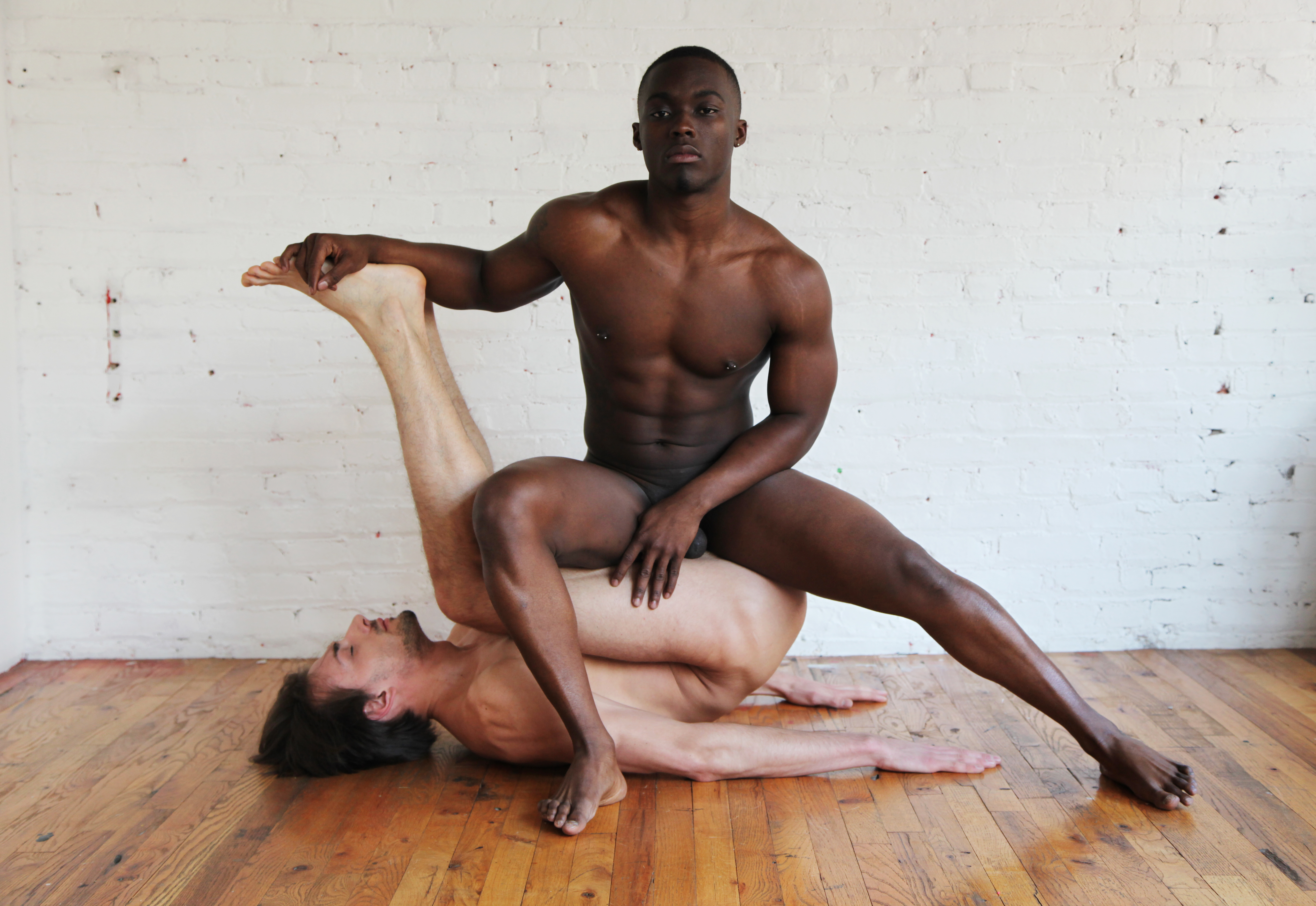
La risposta di Aleksandr Kargal'cev a Daša Žukova

Daša Aleksandrovna Žukova è nata a Mosca l'8 giugno 1981. Suo padre è Aleksandr Žukov, un commerciante di petrolio. Sua madre è Elena Žukova, una scienziata ebrea russa di biologia molecolare. I suoi genitori si separarono quando lei aveva 3 anni. Nel 1991 si trasferì con la madre negli Stati Uniti, stabilendosi nell'area di Houston. Successivamente si sono trasferiti a Los Angeles, California. Quando Elena andò in pensione, era una professoressa di biologia molecolare all'UCLA e un'autorità sul diabete.
Žukova ha frequentato una scuola diurna ebraica in California. Era la prima scuola negli Stati Uniti, e lei lo frequentò per tre anni. Ha quindi frequentato la Pacific Hills School, diplomandosi nel 1999. Si è laureata con lode presso l'Università della California, Santa Barbara, in letterature slave. Dopo essere stata unita a Roman Abramovič, è tornata a Mosca e in seguito si è trasferita a Londra, dove si è iscritta al College di medicina neuropatica di Londra ma non ha completato il programma.
Nel 2014 fece scalpore uno scatto nel quale Daša Žukova siedeva su una donna nera a mo' di sedia. Žukova si è poi scusata dopo che sorsero delle accuse di razzismo per aver rappresentato una donna nera in una condizione di sottomissione. Il fotografo russo Aleksandr Kargal'cev, emigrato negli Stati Uniti a causa della discriminazione sulla sua omosessualità, decise di rispondere a questa fotografia con uno scatto che ritraeva un uomo dalla pelle scura seduto su uno dalla pelle chiara, invertendo i ruoli.

## Vita privata
Nel 2008 Žukova ha sposato Roman Abramovič, un uomo d'affari e investitore russo che è il principale proprietario della società di investimento privata Millhouse LLC. La coppia ha avuto un figlio e una figlia, entrambi nati negli Stati Uniti. Nell'agosto 2017 la coppia ha annunciato che si sarebbero separati.
L'11 ottobre 2019 Žukova ha sposato Stavros Niarchos II, figlio di Filippo Niarchos, con rito civile a Parigi, in Francia. Nel marzo 2021, ha dato alla luce il suo terzo figlio (e il suo primo con Niarchos) di nome Philip Stavros Niarchos.
Žukova detiene la doppia cittadinanza russa e statunitense.